# شاهدخت فوزیه فاروق
شاهدخت فوزیه فاروق (عربی مصری: الامیرة فوزیه فاروق، ۷ آوریل ۱۹۴۰–۲۷ ژانویه ۲۰۰۵)؛ دومین دختر پادشاه مصر، ملک فاروق و از اولین همسرش، ملکه فریده بود. وی در کاخ عابدین در قاهره به‌دنیا آمد.

## بیماری و مرگ
در ۱۹۹۵ میلادی شاهدخت فوزیه به علت تشخیص ابتلا به ام‌اس و فلج سمت چپ بدن، بستری شد. وی در ۲۷ ژانویه سال ۲۰۰۵ در لوزان درگذشت. جسد وی به قاهره منتقل شد و ژانویه همان‌سال طبق سنت خانواده سلطنتی مصر در مسجد رفاعی به خاک سپرده شد.

## دودمان

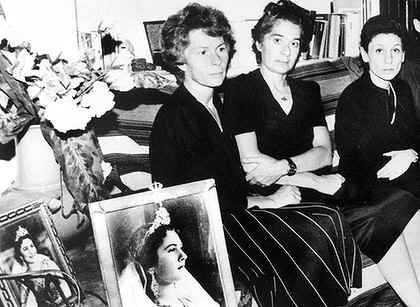
شاهدخت ها فوزیه ، فادیا و فیریال در مراسم ختم مادرشان ملکه فریدا.